# Pouch

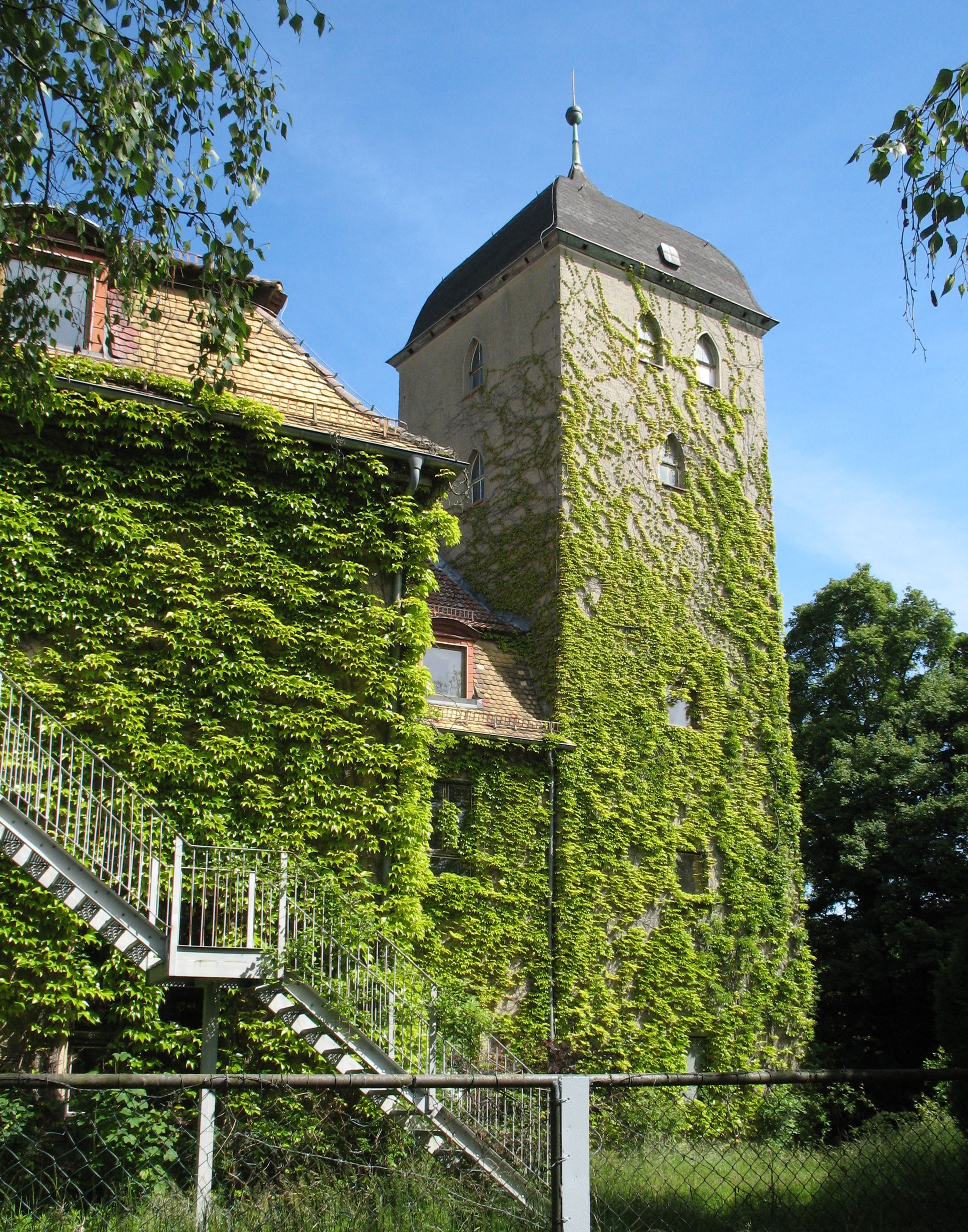
Castel

Pouch este o comună în Saxonia-Anhalt, Germania.